# Xã Junction, Quận Osage, Kansas
Xã Junction (tiếng Anh: Junction Township) là một xã thuộc quận Osage, tiểu bang Kansas, Hoa Kỳ. Năm 2010, dân số của xã này là 1.197 người.